# Грінсбург (Канзас)
Грінсбург (англ. Greensburg) — місто (англ. city) в США, в окрузі Кайова штату Канзас. Населення — 740 осіб (2020).

## Географія
Грінсбург розташований за координатами 37°36′18″ пн. ш. 99°17′34″ зх. д. / 37.60500° пн. ш. 99.29278° зх. д. (37.604926, -99.292902).  За даними Бюро перепису населення США в 2010 році місто мало площу 3,84 км², уся площа — суходіл. В 2017 році площа становила 4,63 км², уся площа — суходіл.

## Демографія
Згідно з переписом 2010 року, у місті мешкало 777 осіб у 355 домогосподарствах у складі 212 родин. Густота населення становила 202 особи/км².  Було 431 помешкання (112/км²).
Расовий склад населення:
| - 95,5 % — білих - 1,0 % — корінних американців - 0,4 % — чорних або афроамериканців - 0,4 % — азіатів - 1,4 % — осіб інших рас |

До двох чи більше рас належало 1,3 %. Частка іспаномовних становила 3,9 % від усіх жителів.
За віковим діапазоном населення розподілялося таким чином: 22,0 % — особи молодші 18 років, 55,7 % — особи у віці 18—64 років, 22,3 % — особи у віці 65 років та старші. Медіана віку мешканця становила 45,2 року. На 100 осіб жіночої статі у місті припадало 90,0 чоловіків;  на 100 жінок у віці від 18 років та старших — 87,0 чоловіків також старших 18 років.
Середній дохід на одне домашнє господарство  становив 54 717 доларів США (медіана — 38 571), а середній дохід на одну сім'ю — 69 529 доларів (медіана — 57 500). Медіана доходів становила 38 214 долари для чоловіків та 32 708 доларів для жінок. За межею бідності перебувало 12,9 % осіб, у тому числі 7,4 % дітей у віці до 18 років та 5,9 % осіб у віці 65 років та старших.
Цивільне працевлаштоване населення становило 434 особи. Основні галузі зайнятості: освіта, охорона здоров'я та соціальна допомога — 22,4 %, будівництво — 18,4 %, роздрібна торгівля — 12,0 %, фінанси, страхування та нерухомість — 8,8 %.